# Ferrari F2005
El Ferrari F2005 fue un monoplaza de Fórmula 1, con el cual Scuderia Ferrari compitió en la temporada 2005. Finalmente las prestaciones que ofrecía el F2005 no estuvieron a la altura de McLaren y Renault, escuderías que ganaron la mayoría de los Grandes Premios.

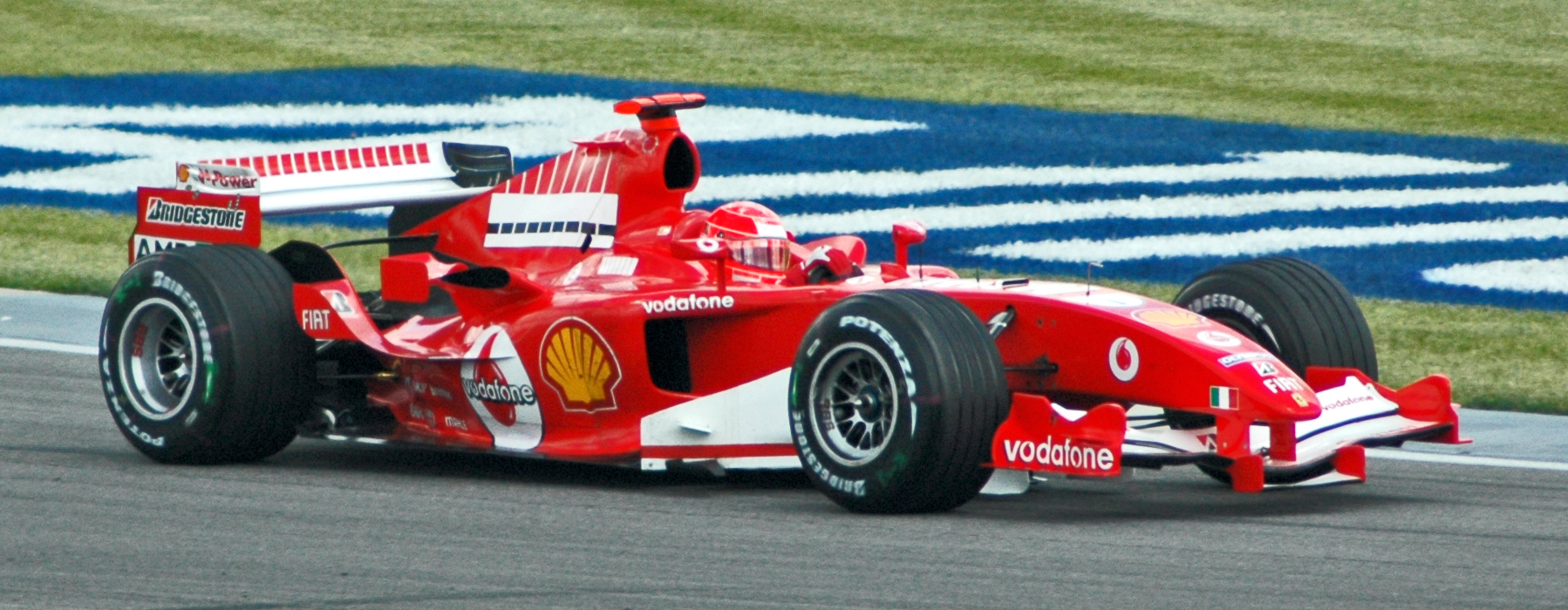
El F2005 durante la clasificación del polémico Gran Premio de los Estados Unidos de 2005.

Aquella temporada Ferrari seguía empezando las temporadas con el coche del año anterior, adaptado para cumplir con la normativa de la temporada. En 2005 fue el F2004-M el coche que corrió las primeras carreras. El Ferrari F2004 venía de demostrar gran superioridad sobre sus competidores durante la temporada 2004, año en que Michael Schumacher y Rubens Barrichello quedaron 1º y 2º y Ferrari ganó el mundial de constructores sin problemas.
Cuando el F2005 debutó en Baréin quedó en evidencia que los ingenieros de Maranello no dieron precisamente con la tecla. Como resultado de ello, fueron Kimi Räikkönen y Fernando Alonso, pilotos de McLaren y Renault respectivamente, los que se disputaron el título, que finalmente fue a parar a manos de Alonso y Renault.
El F2005 no fue competitivo en casi ninguna carrera a excepción de la disputada en el Gran Premio de San Marino celebrado en Ímola en el que, como era costumbre, Ferrari hacia un mayor esfuerzo que en el resto de carreras. La única victoria de este coche se produjo en el Gran Premio de Estados Unidos, en el que los equipos que utilizaban neumáticos Michelin (la gran mayoría) no participaron por problemas de seguridad.
Finalmente Ferrari abandonó la costumbre de llamar a sus bólidos F-200X, en referencia a la temporada del año 200X, y su sucesor pasó a llamarse F-248 en referencia al cambio de normativa que limitaba los motores a 2.4 litros y 8 cilindros.

## Resultados

### Fórmula 1
(Clave) (negrita indica pole position) (cursiva indica vuelta rápida)

| Año     | Motor   | Neu. | N.º | Pilotos            | 1   | 2   | 3   | 4   | 5   | 6   | 7   | 8   | 9   | 10  | 11  | 12  | 13  | 14  | 15  | 16  | 17  | 18  | 19  | Puntos | Pos. |
| ------- | ------- | ---- | --- | ------------------ | --- | --- | --- | --- | --- | --- | --- | --- | --- | --- | --- | --- | --- | --- | --- | --- | --- | --- | --- | ------ | ---- |
| 2005    | 055 V10 | B    |     |                    | AUS | MYS | BHR | SMR | ESP | MON | EUR | CAN | USA | FRA | GBR | GER | HUN | TUR | ITA | BEL | BRA | JPN | CHN | 100*   | 3.º  |
| 2005    | 055 V10 | B    | 1   | Michael Schumacher |     |     | Ret | 2   | Ret | 5   | 5   | 2   | 1   | 3   | 6   | 5   | 2   | Ret | 10  | Ret | 4   | 7   | Ret | 100*   | 3.º  |
| 2005    | 055 V10 | B    | 2   | Rubens Barrichello |     |     | 9   | Ret | 9   | 8   | 3   | 3   | 2   | 9   | 7   | 10  | 10  | 10  | 12  | 5   | 6   | 11  | 12  | 100*   | 3.º  |
| Fuente: |         |      |     |                    |     |     |     |     |     |     |     |     |     |     |     |     |     |     |     |     |     |     |     |        |      |

- * Incluye puntos obtenidos por el Ferrari F2004.